# مارك فيرو
مارك فيرو (بالفرنسية: Marc Ferro)‏ هو مؤرخ ومخرج فرنسي، ولد في 24 ديسمبر 1924 في باريس في فرنسا وتوفي في 21 أبريل 2021 في سن جرمن آن له في فرنسا.

## أعماله.
من أعماله كتابه "الدخول إلى الحياة"، صدر يوم 27 فبراير 2020 مع عنوان فرعي "الحب، العمل، العائلة، الثورة، ما يغير القدر".
من أعماله أيضا كتاب "تاريخ المستعمرات" صدر سنة 1994، تعمق في حياة شخصيات متنوعة كشابلين ولينين، وباخ، والخميني.
وقد أشرف على العمل الكبير: الكتاب الأسود للاستعمار من القرن السادس عشر إلى القرن الواحد والعشرين، من الإبادة إلى التوبة، الصادر سنة 2003.

## وصلات خارجية
- مارك فيرو على موقع IMDb (الإنجليزية)